# Norman Eddy

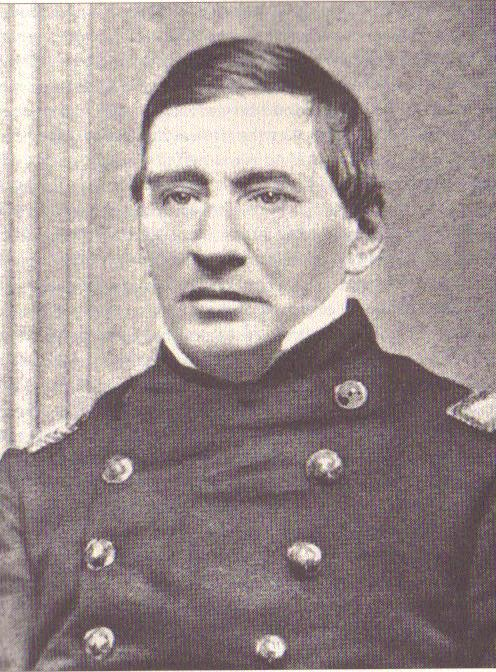
Norman Eddy

Norman Eddy (* 10. Dezember 1810 in Scipio, Cayuga County, New York; † 28. Januar 1872 in Indianapolis, Indiana) war ein US-amerikanischer Politiker. Zwischen 1853 und 1855 vertrat er den Bundesstaat Indiana im US-Repräsentantenhaus.

## Werdegang
Norman Eddy besuchte die öffentlichen Schulen seiner Heimat und studierte danach bis 1835 an der University of Pennsylvania in Philadelphia Medizin. Danach zog er nach Mishawaka in Indiana, wo er bis 1847 als Arzt praktizierte. Nach einem Jurastudium und seiner im Jahr 1847 erfolgten Zulassung als Rechtsanwalt begann er in South Bend in seinem neuen Beruf zu arbeiten.
Politisch war Eddy Mitglied der Demokratischen Partei. Im Jahr 1850 wurde er in den Senat von Indiana gewählt. Außerdem bekleidete er einige lokale Ämter. Bei den Kongresswahlen des Jahres 1852 wurde er im neunten Wahlbezirk von Indiana in das US-Repräsentantenhaus in Washington, D.C. gewählt, wo er am 4. März 1853 die Nachfolge von Graham N. Fitch antrat. Da er im Jahr 1854 nicht bestätigt wurde, konnte er bis zum 3. März 1851 nur eine Legislaturperiode im Kongress absolvieren. Diese war von den Diskussionen und Ereignissen im Vorfeld des Bürgerkrieges geprägt. Im Vordergrund stand damals die Frage der Sklaverei.
Im Jahr 1855 wurde Norman Eddy von Präsident Franklin Pierce zum Attorney General im Minnesota-Territorium ernannt. Während des Bürgerkrieges war er Oberst einer Infanterieeinheit aus Indiana, die zum Heer der Union gehörte. Zwischen 1865 und 1870 arbeitete Eddy für die Steuerbehörde. Von 1870 bis zu seinem Tod am 28. Januar 1872 war er als Secretary of State der geschäftsführende Beamte der Staatsregierung von Indiana.